# ノール ノレクリン
ノール ノレクリン
ノール 1203 ノレクリン
- 用途：連絡機
- 製造者：SNCAN/ノール・アビアシオン
- 初飛行：1945年
- 生産数：470機

ノール ノレクリン（Nord Norécrin）は、SNCANで設計、生産された2座又は3座（後に4座）の小型単葉航空機である。

## 開発
ノレクリンはフランスの運輸省が主催した設計競作会に応募するために開発された。ノレクリンは片持ち式低翼単葉機で固定式の首輪式降着装置をもち、試作機（ノール 1200）は機首に100hp (75kW)のマティスG4Rピストンエンジンを装着していた。量産モデルは3座でノール 1201 ノレクリン I と命名され、数種類の派生モデルが様々なエンジンを搭載された生産された。後の派生モデルは4座で、軍用2座席のノレクリン V は機関銃とロケット弾を装備していた。ノレクリンは成功作となり約470機が生産された。

## 派生型
1200 ノレクリン
100hp (75kW) のマティスG4R エンジンを搭載した試作機
1201 ノレクリン I
140hp (104kW) のルノー 4P01 エンジンを搭載した3座の量産型
1202 ノレクリン
4座型の試作機
1203 ノレクリン II
135hp (101kW) のレニエール4L00 エンジンを搭載した量産型
1203 ノレクリン III
降着装置を改良したノレクリン II
1203 ノレクリン IV
170hp (127kW) のレニエール4L02 エンジンを搭載
1203 ノレクリン V
武装した軍用モデル
1203 ノレクリン VI
145hp (108kW) のレニエール4L14 エンジンを搭載したモデル（1955年）
1204 ノレクリン
125hp (93kW) のコンチネンタル C125 水平対向 エンジンを搭載したモデル
1204/II ノレクリン
145hp (108kW) のコンチネンタル C145 水平対向 エンジンを搭載したモデル

## 運用国
- ブラジル - 1機のみ。

### 軍事運用
- アルゼンチン - アルゼンチン沿岸警備隊
- フランス - フランス空軍、フランス海軍
- イスラエル - イスラエル空軍、2機のみ。
- スイス - スイス空軍

## 要目
（1203 ノレクリン II）Data from The Illustrated Encyclopedia of Aircraft (Part Work 1982-1985). Orbis Publishing, 2616.
- 乗員：1名 + 3名
- 全長：7.21 m (23 ft 8 in)
- 全幅：10.22 m (33 ft 6¼ in)
- 全高：2.90 m (9 ft 6 in)
- 翼面積：13 m² (139.93 ft²)
- 空虚重量：652 kg (1437 lb)
- 全備重量：1050 kg (2315 lb)
- 最高速度：280 km/h (174 mph)
- 巡航高度：5000 m (16,405 ft)
- 航続距離：900 km (559 miles)
- エンジン：1 × レニエール4L00 直列ピストンエンジン 101 kW (135 hp)